# Jessica Krug
Jessica Anne Krug (nacida en 1982) es una historiadora, autora y activista estadounidense que fue profesora de historia en la Universidad George Washington (GWU) entre 2012 y 2020, alcanzando el cargo de profesora asociada titular. Entre sus obras destaca Fugitive Modernities: Kisama and the Politics of Freedom, finalista de los premios Frederick Douglass y Harriet Tubman.
En septiembre de 2020, Krug admitió haber falsificado su identidad racial y étnica a lo largo de su carrera, lo que llevó a su renuncia de su puesto en la Universidad George Washington.

## Biografía
Jessica Anne Krug (pronunciado "Cruz") creció en una familia judía en Overland Park, Kansas, en el área de Kansas City. Asistió a la Hyman Brand Hebrew Academyy luego a The Barstow School, una escuela preparatoria privada en Kansas City. Comenzó sus estudios en la Universidad de Kansas sin identificarse como persona de colory luego se transfirió a la Universidad Estatal de Portland,donde obtuvo su licenciatura en 2005. En 2012, recibió su doctorado en la Universidad de Wisconsin-Madison, reconocida por su programa en historia africana,y en 2009 obtuvo una beca Fulbright-Hays para su investigación de tesis. Su asesor fue James Sweet, a quien no reconoció al publicar su tesis como libro.
Krug ha afirmado vivir con problemas de salud mental sin tratar y explicó que comenzó a identificarse como persona de color desde joven para evadir traumas y conflictos emocionales.

## Carrera
Krug impartió clases universitarias en el área de Washington D. C. y vivió en East Harlem en la ciudad de Nueva York. Krug comenzó a enseñar historia en la Universidad George Washington (GWU) en 2012. Obtuvo la titularidad en 2018.A partir de 2020, fue profesora asociada.Krug ha escrito artículos y un libro relacionados con la historia afroamericana y América Latina.Ha publicado ensayos en Essence y en el sitio web de exploración racial RaceBaitR. Krug recibió apoyo financiero del Centro Schomburg para la Investigación de la Cultura Negra que condujo a la publicación de su libro Modernidades Fugitivas.

### Modernidades fugitivas
Krug es autora de Modernidades fugitivas: Kisama y la política de la libertad, un libro sobre el pueblo quissama en Angola y en la diáspora, especialmente en Brasil. El libro fue finalista del Premio Frederick Douglass y del Premio Harriet Tubman. En Modernidades fugitivas, Krug se involucra en un "examen riguroso de la formación de la identidad" de Kisama, una región montañosa en Angola que se convirtió en un destino para quienes huían del comercio de esclavos a fines del siglo XVI. El libro de Krug fue la primera historia de la región de Kisama. Ella argumentó que "Kisama nos permite imaginar una forma más humana y menos brutalizada de relación interpersonal en la que las estructuras erigidas por los estados para limitarnos se superan en favor de la liberación compartida".

### Controversia de identidad racial
Krug ha inventado varias mentiras sobre su raza y etnicidad. Ha dicho que es mitad argelino-estadounidense y mitad germano-estadounidense. También ha dicho que es una afro-boricua (afro-puertorriqueña)criada en El Bronx y ha usado el nombre "Jess La Bombalera".Un investigador junior notó que la raza/etnicidad declarada de Krug había cambiado de parte argelino-parte alemán a afro-puertorriqueño. La noticia de esta discrepancia llegó a la profesora Yomaira C. Figueroa-Vásquez de la Universidad Estatal de Míchigan, quien, al investigar el asunto, descubrió que Krug provenía del área de Kansas City y tenía padres judíos.
En una publicación de blog del 3 de septiembre de 2020, Krug dijo: "He evitado mi experiencia vivida como una niña judía blanca en los suburbios de Kansas City bajo varias identidades asumidas dentro de una negritud que no tenía derecho a reclamar: primero negritud del norte de África, luego negritud con raíces en Estados Unidos, luego negritud del Bronx con raíces caribeñas".La revelación de Krug atrajo la atención de los medios internacionales. Su publicación de blog del 3 de septiembre se volvió viral. Al final de ese día, "un video ahora infame de Krug llamándose a sí misma 'Jess La Bombalera' y hablando con un acento imitador del Bronx de la lista D estaba en todo Internet".
Hari Ziyad, editor de RaceBaitr, dijo que Krug solo había revelado sus engaños raciales porque habían sido descubiertos y estaban a punto de hacerse públicos en contra de sus deseos. De manera similar, Figueroa-Vásquez afirmó que la espera de revelaciones públicas de la verdadera identidad racial de Krug motivó su confesión. Figueroa, creyendo que Krug "tomó algunos de los muy pocos—muy pocos—recursos y espacios que hay disponibles para académicos negros y latinos y los usó para su beneficio", pidió "una forma de restitución por las cosas que ella [Krug] tomó. Es atroz". Figueroa y Yarimar Bonilla de Hunter College llamaron a las diversas apropiaciones culturales de Krug una forma de juglarismo. Figueroa también señaló que Krug había afirmado falsamente que sus padres habían sido drogadictos y su madre trabajadora sexual; Figueroa describió las acciones de Krug como "aprovecharse de la imaginación blanca, [tomando] de algunos de los peores estereotipos que existen sobre los negros y los puertorriqueños, y usando eso como un manto para su identidad". Describiendo a Krug como un "acto de juglar", Touré F. Reed de la Universidad Estatal de Illinois afirmó que Krug no se apropió de la cultura negra legítima sino más bien de su "caricatura racista".
Duke University Press, la editorial de Fugitive Modernities de Krug, dijo que todas las ganancias de su libro serán donadas a un fondo que ayudará a académicos negros y latinos.

### Renuncia
Krug les había dicho a sus colegas de la GWU que era afrolatina y que había sido criada en El Bronx por una madre puertorriqueña que era abusiva y adicta a las drogas. En sus clases, ocasionalmente usaba el espanglish y hablaba de su herencia puertorriqueña.Después de que Krug revelara su tergiversación, el departamento de historia de la Universidad George Washington le pidió que renunciara a su cátedra titular, afirmando: "Con su conducta, la Dra. Krug ha planteado dudas sobre la veracidad de su propia investigación y enseñanza". GWU canceló sus clases después del escándalo. El 9 de septiembre de 2020, la GWU confirmó que Krug había renunciado a la universidad.